# Nieziemski przybysz
Nieziemski przybysz (ang. Something Is Out There, 1988) – amerykański serial fantastycznonaukowy stworzony przez Franka Lupo. Wyprodukowany przez Invader Productions, Inc.
Światowa premiera serialu miała miejsce 21 października 1988 roku na antenie NBC. Ostatni odcinek serialu został wyemitowany 9 grudnia 1988 roku. W Polsce serial nadawany był dawniej na kanale TVP1.

## Obsada
- Joe Cortese jako Jack Breslin
- Maryam d’Abo jako Ta'Ra
- George Dzundza jako Frank Dileo
- Gregory Sierra jako Victor Maldonado
- Kim Delaney jako Mandy Estabrook
- John Putch jako Wendle

i inni